# Armia „Lublin”
Armia „Lublin” – związek operacyjny Wojska Polskiego improwizowany w czasie kampanii wrześniowej 1939.
Armia utworzona została 3 września 1939. W jej skład weszły 39 Dywizja Piechoty, Warszawska Brygada Pancerno-Motorowa, Grupa Kawalerii płk. Tadeusza Komorowskiego, Grupa „Sandomierz”, II/ 9 pac. Dowództwo nad armią objął gen. dyw. Tadeusz Piskor.
Podstawowym zadaniem armii była obrona środkowej Wisły. 
W drugiej dekadzie września armia opuściła linię Wisły i Lublin. Wraz z Armią „Kraków” częścią sił (WBP-M i GO„Sandomierz”)  walczyła w I bitwie tomaszowskiej, gdzie 20 września kapitulowała. Pozostałość (39 DP i kawaleria) weszła w skład Frontu Północnego, wzięła udział w II bitwie tomaszowskiej i tam została rozbita.

## Formowanie i walki
Polskie plany wojenne (operacyjny „Zachód” i mobilizacyjny „W”) nie przewidywały utworzenia armii dla obrony Wisły. Utworzona 4 września 1939 roku do obrony środkowej Wisły między Karczewem a Sandomierzem, jako związek operacyjny właściwie nie funkcjonowała. Trzonem miała być Warszawska Brygada Pancerno-Motorowa wzmocniona wycofującymi się za Wisłę oddziałami Armii „Prusy”. W rzeczywistości rozbite oddziały Armii „Prusy”, nie przedstawiające dużej wartości bojowej, zostały wycofane z linii Wisły w rejon Chełma dla reorganizacji i utworzenia Frontu Północnego, a Armia „Lublin” otrzymała tylko 39 DP rez., improwizowaną Grupę „Sandomierz” i nieliczne nadające się do obsadzenia Wisły jednostki Armii „Prusy” włączone do Warszawskiej Brygady Pancerno-Motorowej. 
Armia prowadziła walki z Niemcami od 8 września, gdy pierwsze oddziały niemieckie dokonały prób przedarcia się przez Wisłę pod Górą Kalwarią, Maciejowicami i Dęblinem. Do 12 września Niemcy nie forsowali rzeki, angażując się w likwidację resztek Armii „Prusy” i walki nad Bzurą. Jednak już pierwsze uderzenia 12 września zwiastowały klęskę armii. Warszawska Brygada Pancerno-Motorowa, mając zbyt mało sił do obsadzenia rzeki, musiała od 13 września stopniowo ustępować spod Annopola i Solca, zerwała się styczność brygady z 39 DP rez. 15 września wobec rozkazu odwrotu na przedmoście rumuńskie armia wycofała się w rejon Kraśnika, pozostawiając bataliony osłonowe w Lublinie. 
39 DP rez., zbyt oddalona od Kraśnika, została oddana do dyspozycji Frontu Północnego. Na południe od Kraśnika armia połączyła się z Armią „Kraków” i jako jednolite zgrupowanie uczestniczyła w bitwie pod Tomaszowem Lubelskim 18–20 września. Tam skapitulowała wobec braku możliwości przebicia się na południe.

## Organizacja armii i obsada personalna jej dowództwa
Dowództwo

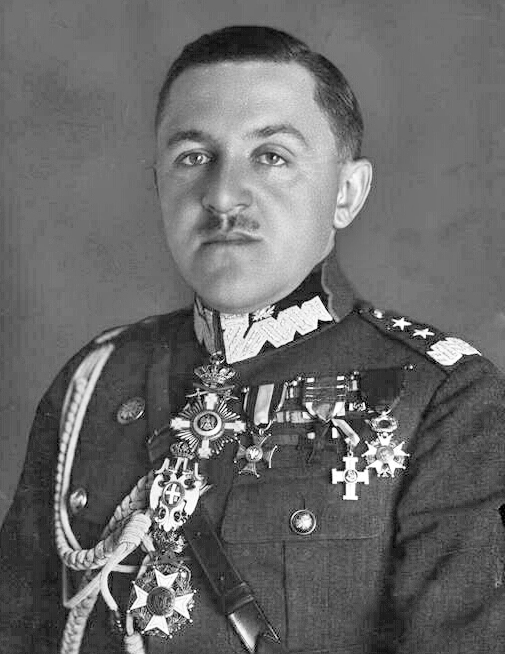
gen. dyw. Tadeusz Piskor

- Dowódca armii gen. dyw. Tadeusz Ludwik Piskor
- dowódca saperów – ppłk dypl. sap. Józef Ziętkiewicz
- dowódca lotnictwa i OPL – płk obs. Stefan Sznuk (nie dotarł)
- szef służby duszpasterskiej – ks. proboszcz dr Edward Nowak

Sztab
- szef sztabu – płk dypl. Jerzy Aleksander Zawisza
- szef oddziału II – mjr Edward Niedzielski
- oficer Oddziału II – kpt. dypl. w st. spocz. Tadeusz Wardejn-Zagórski
- szef oddziału III – mjr art. Tadeusz Paschalski
- oficer Oddziału III – kpt. dypl. Wojciech Borzobohaty (od 12 IX)
- dowódca łączności – mjr Tadeusz Józef Jan Jakubowski
- kwatermistrz – mjr dypl. Zygmunt Szatkowski
- szef sanitarny – płk lek. dr Bolesław Błażejewski

Ordre de Bataille
- 39 Dywizja Piechoty (Rezerwowa) – gen. bryg. Brunon Olbrycht
- Warszawska Brygada Pancerno-Motorowa – płk dypl. Stefan Rowecki
- Kombinowana Brygada Kawalerii – płk Adam Bogoria-Zakrzewski
- Grupa „Sandomierz” – ppłk Antoni Sikorski